# Sergio Lobera
Sergio Lobera, né le 16 janvier 1976 à Saragosse (Aragon, Espagne), est un entraîneur espagnol de football.

## Biographie
Sergio Lobera entraîne pendant huit ans (entre 1999 et 2007) les équipes de jeunes de La Masia, le centre de formation du FC Barcelone. Lors de cette période, Sergio Lobera a sous ses ordres des joueurs tels que Sergio Busquets, Cesc Fàbregas, Bojan Krkic, Jonathan dos Santos, Isaac Cuenca ou Cristian Tello.
Il entraîne ensuite Terrassa et Ceuta.
En mai 2012, Sergio Lobera est pressenti pour devenir l'adjoint de l'entraîneur du FC Barcelone Tito Vilanova pour la saison 2012-2013, mais c'est finalement Jordi Roura qui est choisi.
Il devient entraîneur de l'UD Las Palmas en Liga Adelante pour la saison 2012-2013 et la suivante. Le 26 mai 2014, il est congédié de son poste à deux journées de la fin du championnat alors que Las Palmas occupe la 3e place.
Fin 2014, il est nommé entraîneur de l’équipe marocaine du Moghreb de Tétouan. Début mai 2017, il est limogé par le club.